# 찰보리
찰보리는 1978년 정부의 다수성 품종 육성정책에 의해 개발되었다. 찰성이 있으며, 일반보리에 비해 흡수율이 좋다. 다른 작물에 비해 병해충이 심하지 않아 농약을 살포할 필요가 없다. 비타민과 무기질을 많이 함유하고 있어 쌀의 보조식품으로 인정을 받고 있다. 섬유질이 많아 소화가 잘되고 대장 기능을 향상시켜 준다. 특히 베타글루칸 성분이 쌀의 50배, 밀의 7배가 많아 지방축척을 억제하여 다이어트 식품으로 알려져 있고, 콜레스테롤의 수치를 낮추어 주어 심장질환과 당뇨 예방에도 도움을 준다.

## 같이 보기
- 찰보리빵